# 紳助の人間マンダラ
『紳助の人間マンダラ』（しんすけのにんげんマンダラ）は、関西テレビほかで放送されていたバラエティ番組で、島田紳助の冠番組。製作局の関西テレビでは1991年4月21日から2002年3月31日まで、毎週日曜 12:00 - 12:55（日本標準時）に放送。他のFNS加盟局や関東・東海の独立UHF局でも別の時間帯に放送されていた。

## 出演者

### 番組開始から終了までのレギュラー陣
- 島田紳助
- 掛布雅之
- 松澤一之（「モテない君」サポート）

### 途中参加および降板したレギュラー陣
- オール巨人
- 間寛平
- オスマン・サンコン
- 高原兄
- ぜんじろう（しゃぶしゃぶぜんじろう）
- 土建屋よしゆき
- 七井貴行
- たいぞう
- 大平まさひこ
- 松本典子
- 中條かな子
- 細木美和
- 小松みゆき
- 島谷ひとみ
- WEST SIDE
  - ランディーズ（中川貴志・高井俊彦）
  - ロザン（菅広文・宇治原史規）
  - キングコング（西野亮廣・梶原雄太）
- ほか

### ナレーター
- 宅麻仁

## 内容

### 愛のデートマンダラ
番組では「モテナイくん」と呼ばれる、彼女が出来たことがない、または交際歴がほとんど無い青年を自薦・他薦問わず募集し、キューピッド役の松澤一之と一緒に彼女探しを目的に街中でロケをするコーナー。このコーナーに出演する素人は単に彼女いない歴が長いだけでなく、小心者や一風変わった嗜好を持っていたり、妄想癖の激しい男性が毎週続けて紹介され、カップルが成立するケースは極稀だった。成功したカップルの中には後に結婚に至った人たちもいた。彼氏のいない女性にスポットを当てる回は「モテないちゃん」と呼ばれていた。
数回モテナイくんを主役にした番組イベントが催されたが、その中には「この中には俺の理想の女はいない」と豪語するモテナイくんがおり、観客の女性から非難を浴びていた。
元々は『ねるとん紅鯨団』をモチーフにしたコーナーであり、告白タイムの手法も同じだった。

### 逃亡者
その日の放送終了時に、放送終了後から当日中にあるタレントが逃亡者となって、関西圏内のある地点からある地点までを移動するとの告知がされる。最初に逃亡者を見つけた視聴者に10万円のお買い物券をプレゼントするという企画。単に見つけただけではなく、番組で告知した合言葉を逃亡者に向かって言わないと捕まえたことにはならず、一人も捕まらずに目的地まで逃げ切った場合は逃亡者の勝利となるというルールだった。なお、スタート地点からゴール地点の間には2か所のチェックポイントが設けられ、逃亡者はそこにある指令に従って行動をしなければならなかった。チェックポイントには人の集まる場所が指定されることが多く、翌々週に放送されるVTRでスリルのある展開が楽しめる工夫がなされていた。
この企画は紳助の娘が提案したもので、それを聞いて面白いと思った紳助が番組に持ち込んで実現したものである。

### マンダラクイズ王決定戦
単発で放送されていたクイズ企画「クイズタイムボコボコ」が好評だったため、それを含めたクイズ大会を企画。その結果、月に1回のペースで放送されるようにまでなった。
「タイムボコボコ」は、『クイズタイムショック』のパロディ。システムは『タイムショック』と変わらないが、正解数が4問以下の場合、自分以外の全ての解答者からそれぞれが持っているハリセンで1発ずつ殴られるという罰ゲームが存在。本家と違って解答者が座る椅子は、回転すらしないただのパイプ椅子だった。
クイズ王決定戦になってからは、「タイムボコボコ」や『クイズDEデート』の復刻版がその後の決勝戦での予選扱いになった。まず、「タイムボコボコ」での成績優秀者上位4名を選出、同点の場合はジャンケンで決定。彼らは『クイズグランプリ』のようななシステムの早押しクイズによる決勝での解答席が与えられ、5位以下の残りの解答者は「スカタン山」というチームに組み入れられ、上位4人全員が不正解の場合以外解答権が与えられないという厳しいルールがあった。「スカタン山」のシステムを発案したのは司会者である紳助自身であり、当初「タイムボコボコ」での敗退者は決勝で観客としてクイズを観戦しつつ、誰が優勝するか賭けるのみだったが「敗者も参加できた方が面白いし、進出者より正答できるかも知れない」という彼の考えのもと途中から導入された。しかし、導入第一回の放送では彼自身が「タイムボコボコ」でベスト4に入れず、スカタン山に組み入れられるという情けない結果を残し、他の出演者からその事についてイジられていた。
このクイズのフォーマットは他の紳助司会のクイズ番組でよく使用されている。

### アシスタント
歴代アシスタントである、松本典子、中條かな子が相次いでプロ野球選手と結婚し寿降板したため、幸せを呼ぶ花嫁修業番組とも言われた。しかし、中條かな子の後にアシスタントとなった細木美和は、本人の願いもむなしく結婚することなく番組終了となった。 

### 紳助プロデュース
番組内で島谷ひとみ「大阪の女」、土建屋よしゆきwith高原兄「一攫千金ブブンブン」、オール巨人・中條かな子「FURIN」など島田紳助作詞、高原兄が作曲した曲を次々に出した。これは後に『クイズ!ヘキサゴンII』などの番組で紳助がプロデュースした曲を出すベースを築いていた。

## 番組の終了とその後
番組全盛期の1998年ごろには、平均20%前後の視聴率を得ていた。しかしその後は低迷、3年後の2002年3月31日をもって番組終了。11年の放送に幕を閉じた。紳助は次番組『太っ腹!紳助ファンど』も続投したが1年で終了。『鶴瓶・なるみの満開!新妻セブン』へと変わったが、『カンピューター』や『人間マンダラ』よりも短い数年間で番組が変わることとなり、『幸せさがしバラエティ 花モ、嵐モ!!』が2005年9月末に終了したことに伴い自社制作枠は終了した。
紳助が1998年に本番組内で行った発言が右翼団体の癪に障り、関西テレビ本社に頻繁に街宣がかけられ、本人は引退を考えるまでに精神的に追い詰められた。しかし、渡辺二郎が暴力団関係者にそれを鎮めるよう依頼し右翼団体の街宣は収まり、以来、それを鎮めた暴力団関係者との交流が始まり、それが2011年8月による自身の芸能界引退に繋がっていった。

## スタッフ
- 構成：萩原芳樹、大工富明、宮地美由紀、藤田智信、上室尚子、伊東博
- 演出→兼プロデューサー（2代目）：水戸徹
- プロデューサー（初代）：松本清
- プロデューサー（不明）：野田利昌、梁典雄
- 取材制作協力：島田紳助事務所、クリエイティブ・ジョーズ、スタッフ21、きべ事務所、東通企画、NO-LIMIT、アバンテ、メディアQuest
- 制作著作：関西テレビ

## ネット局
- 関西テレビ - 製作局。
- 北海道文化放送 - 不定期放送。
- 岩手めんこいテレビ - 日曜15:00枠[4]での遅れネットが行われていたが、後に不定期放送へ移行。
- 仙台放送 - 不定期放送。
- 秋田テレビ - 1992年10月放送開始、木曜深夜→月曜19:00枠
- さくらんぼテレビ
- 福島テレビ
- 新潟総合テレビ
- 群馬テレビ（独立UHF局）
- とちぎテレビ（独立UHF局）
- テレビ埼玉（独立UHF局）
- 千葉テレビ（独立UHF局）
- 長野放送
- テレビ静岡
- 石川テレビ
- 東海テレビ - 番組開始から1996年まで放送。
- 三重テレビ（独立UHF局） - 1999年から番組終了まで放送。
- テレビ新広島
- 岡山放送 - 同時ネットで放送されていたが、後に同日14:00枠での時差ネットへ移行。
- 山陰中央テレビ
- テレビ山口（TBS系列）
- テレビ愛媛
- 高知さんさんテレビ
- テレビ西日本 - 開始当時は土曜13:00枠での時差ネットで、1995年4月に同時ネット化。同年秋に再び元の時間に戻った後、1997年初頭に再び同時ネット化。1998年に入ってからは編成上約2か月の放送休止を挟んで、2000年3月のネット打ち切りまで火曜深夜に放送。
- テレビ長崎
- テレビ熊本 - 開始当時は日曜15:00枠で放送されていたが、後に水曜16:00枠や深夜枠で放送。
- 鹿児島テレビ